# Cyanocorax yncas
La chara verde (Cyanocorax yncas), también denominada urraca querrequerre, ken ken, urraca verde, urraca café y carriquí verdiamarillo, es una especie de ave paseriforme de la familia Corvidae que vive en América. Esta ave de colores vistosos se distingue de muchas otras por su compleja organización social.

## Descripción
Mide de 20 a 25 cm. El plumaje de la parte dorsal de sus alas es verde oscuro. Su vientre y plumas de las patas y rabadilla son color amarillo. Tiene un parche en la garganta color negro al igual que el resto de su cabeza con excepción de una corona de color azul, unas marcas en los cachetes y unas "cejas" del mismo color azul. En el rostro, posee un plumón que va de azul oscuro a gris dependiendo del individuo. La iris es de color amarillo, carácter que lo diferencia de su congénere Cyanocorax yncas luxuosus cuya iris en color negro. Las dos subespecies de C. yncas son las únicas dos del género que no tienen alas ni azules ni morado, sino verde; cosa que contradice la etimología del nombre "Cyanocorax" que viene del griego y significa "Cuervo azul oscuro".

## Comportamiento
Generalmente viven en parejas y en grupos muchas veces numerosos. Se alimentan de insectos, frutas, huevos y en algunas ocasiones de polluelos.
Nidifican en árboles o arbustos, algunos en agujeros. Ponen hasta 8 huevos y su incubación dura 22 días. Los pollos permanecen en el nido durante 45 días.
Su vuelo es fuerte y corto.

## Hábitat
Tierras bajas hasta las tierras altas húmedas; bosque caducifolio, vegetación secundaria, matorrales, bosques de pino-encino.

## Distribución
Se distribuye del sur de Texas hasta Honduras; también en Colombia hasta el norte de Bolivia. En México se ubica en la vertiente del Pacífico de Nayarit hacia el sur; en la vertiente del Golfo desde la parte más baja del valle del Río Bravo hacia el sur y este a través de la Península de Yucatán. En Venezuela, Ubicación Montañas del Estado Miranda, Zona rural del Hatillo, lo llamamos querre-querre,al norte a lo largo de toda la cordillera de la costa y cordillera andina.

## Galería

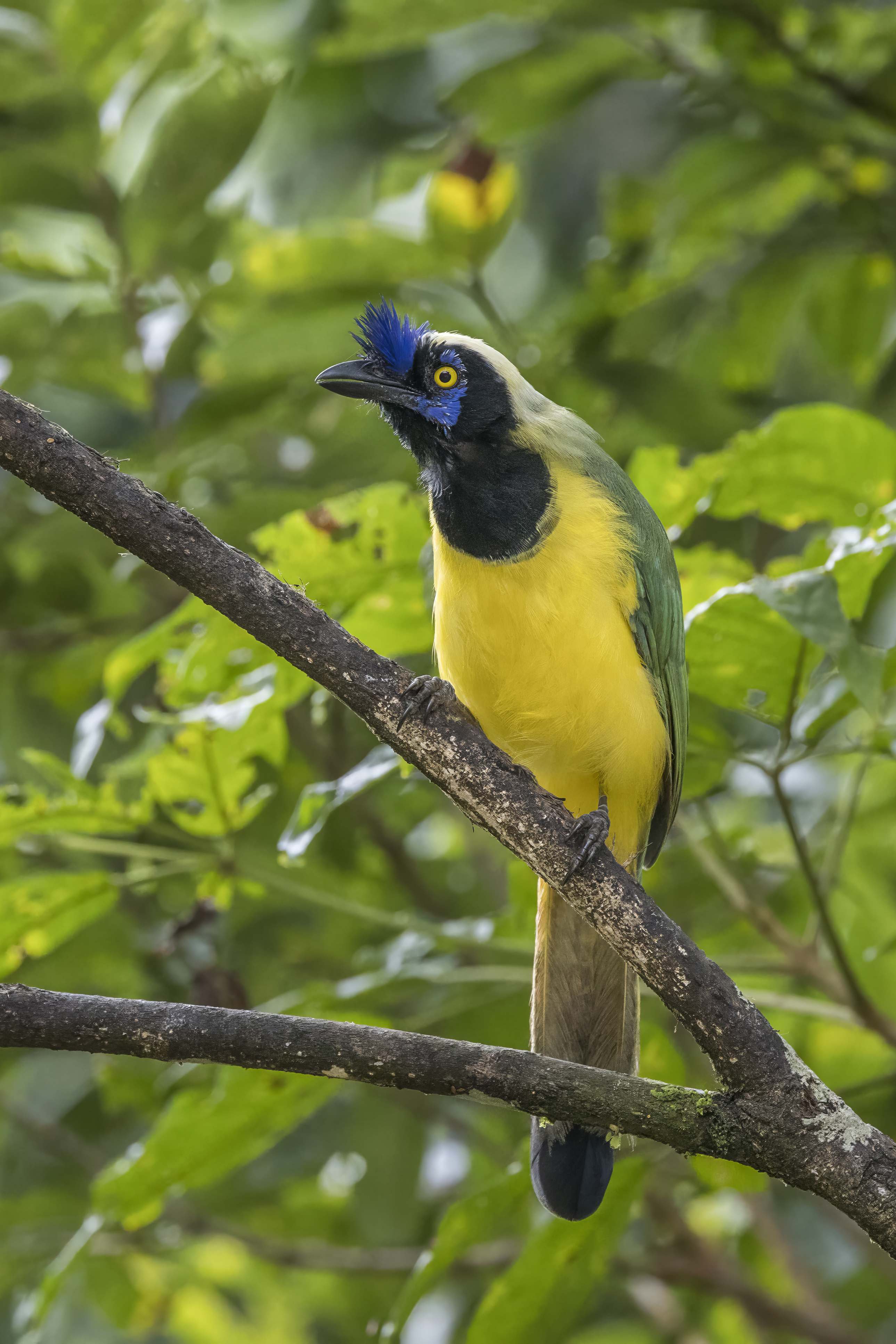
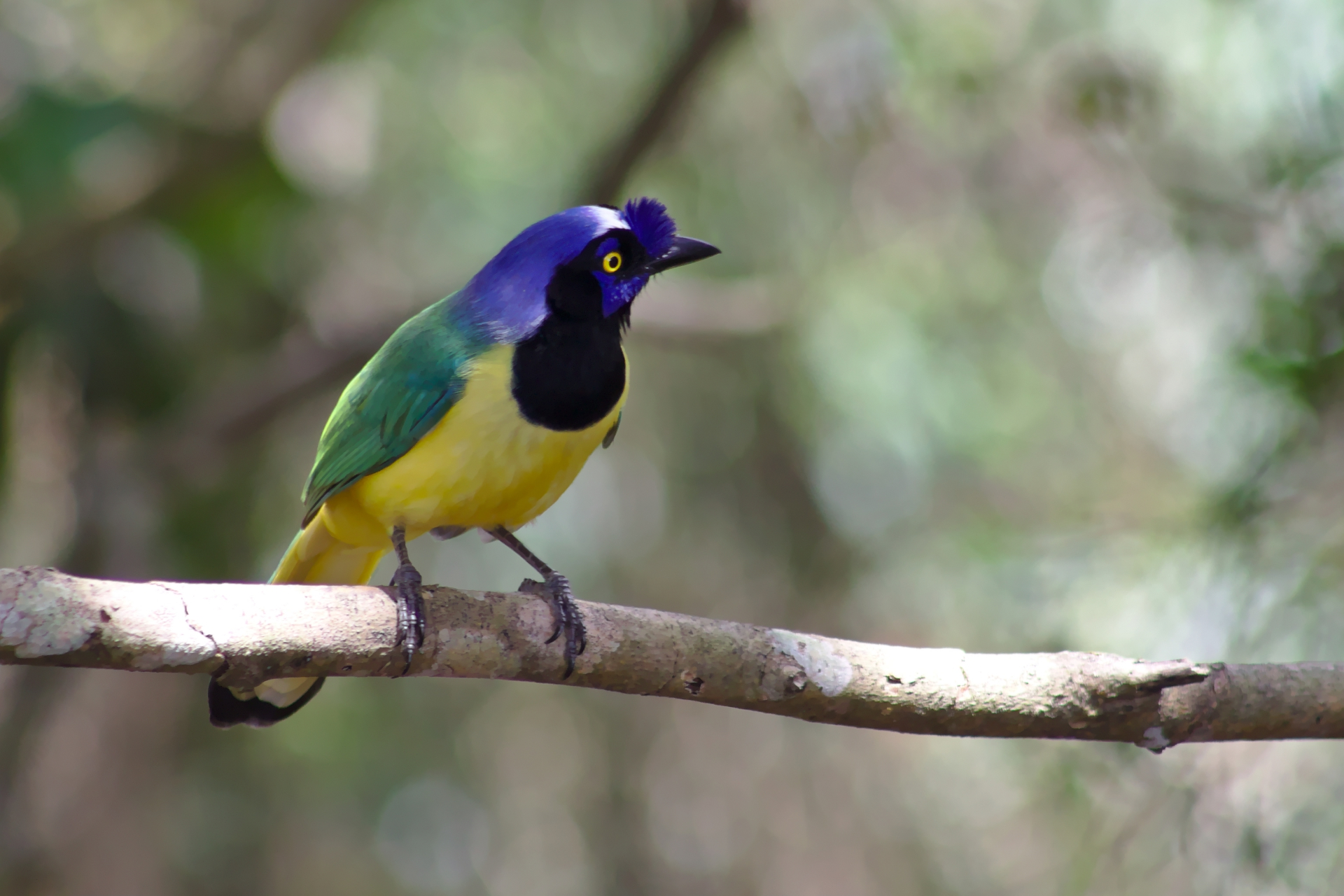
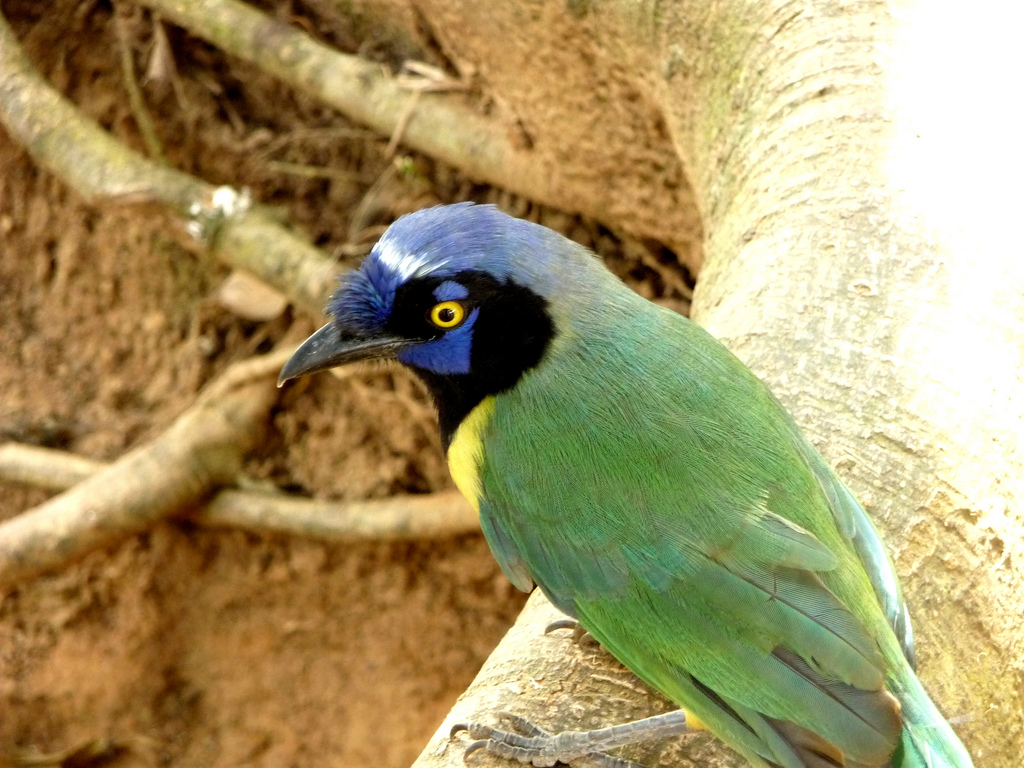
Caracas, Venezuela
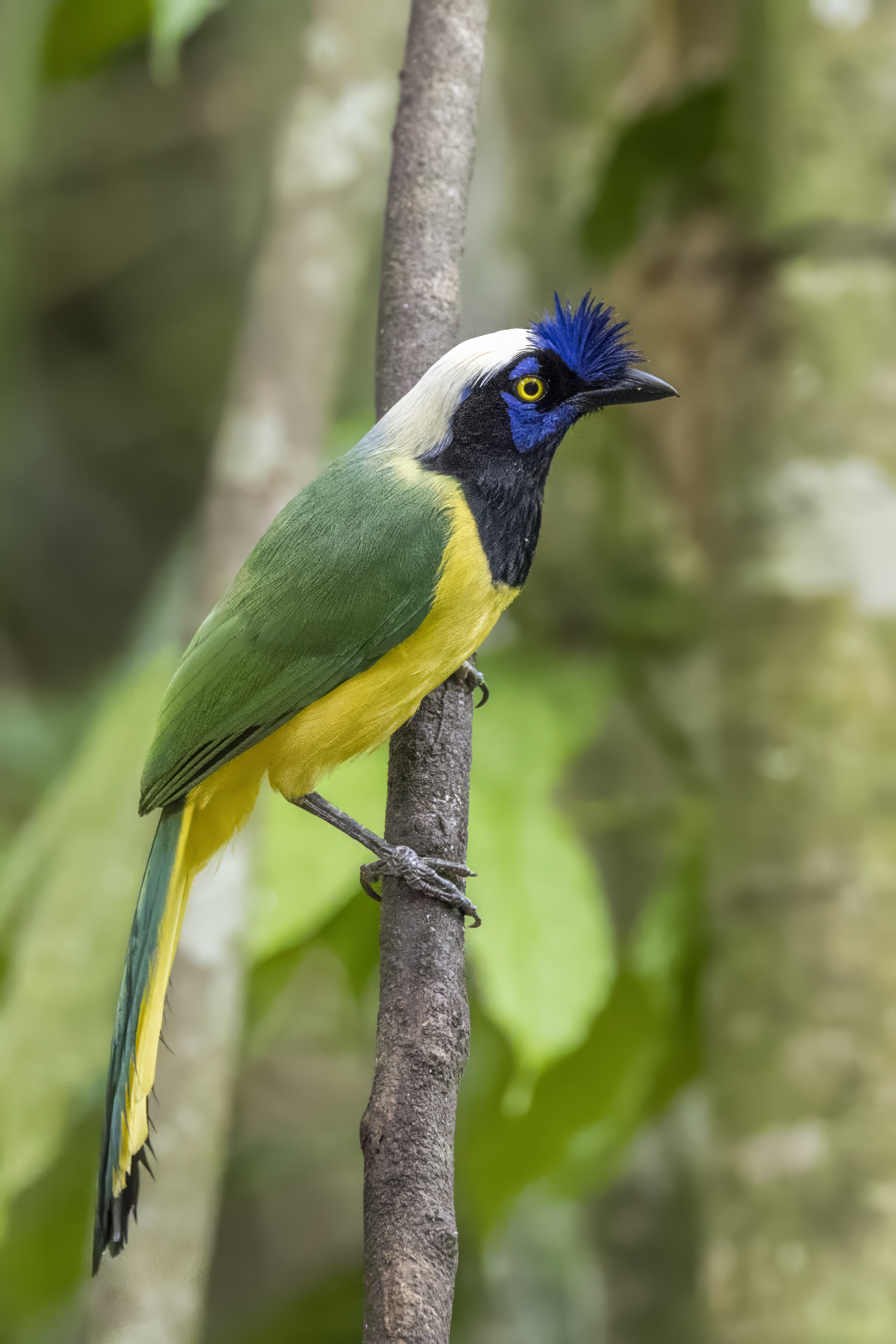
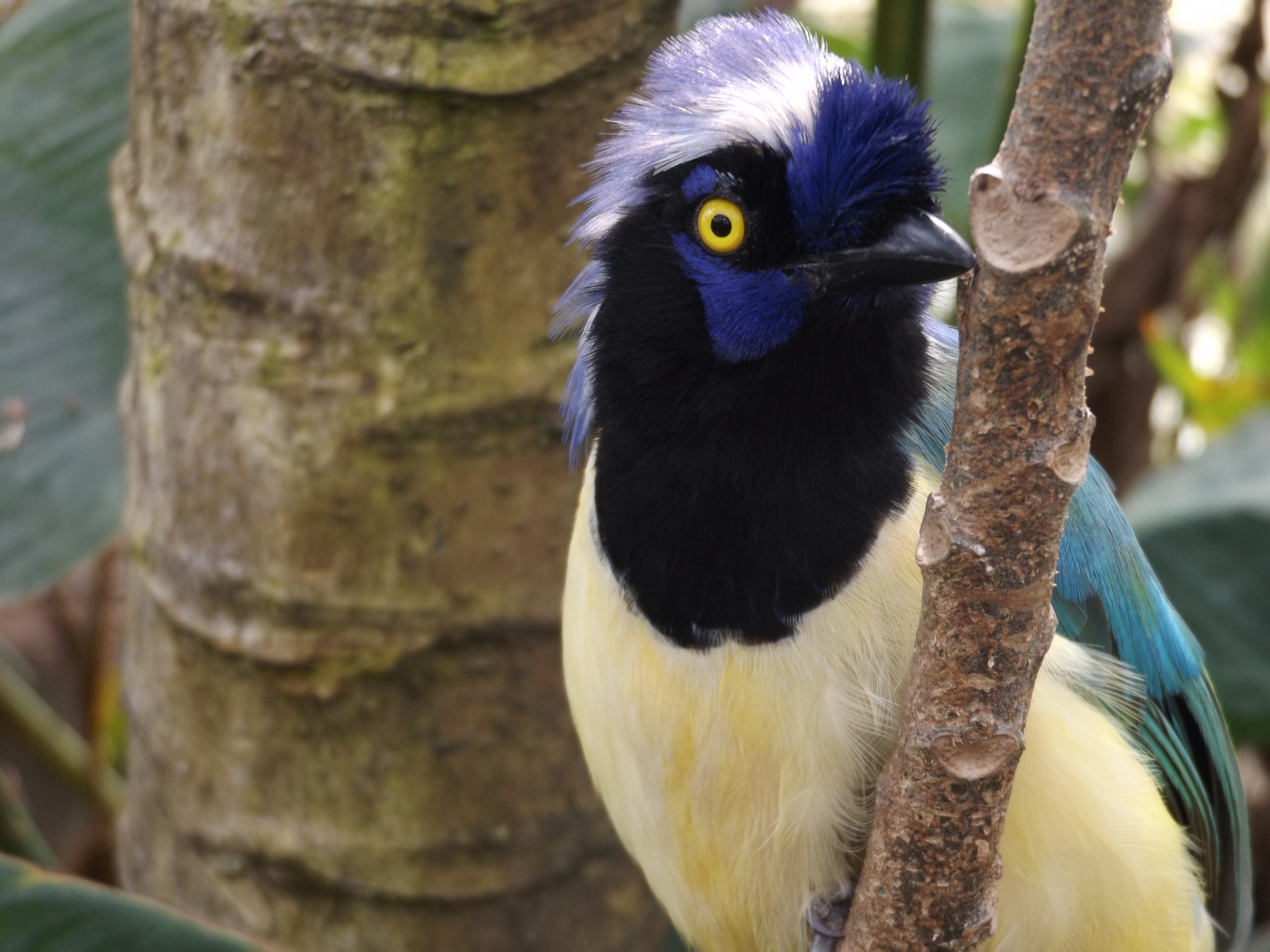
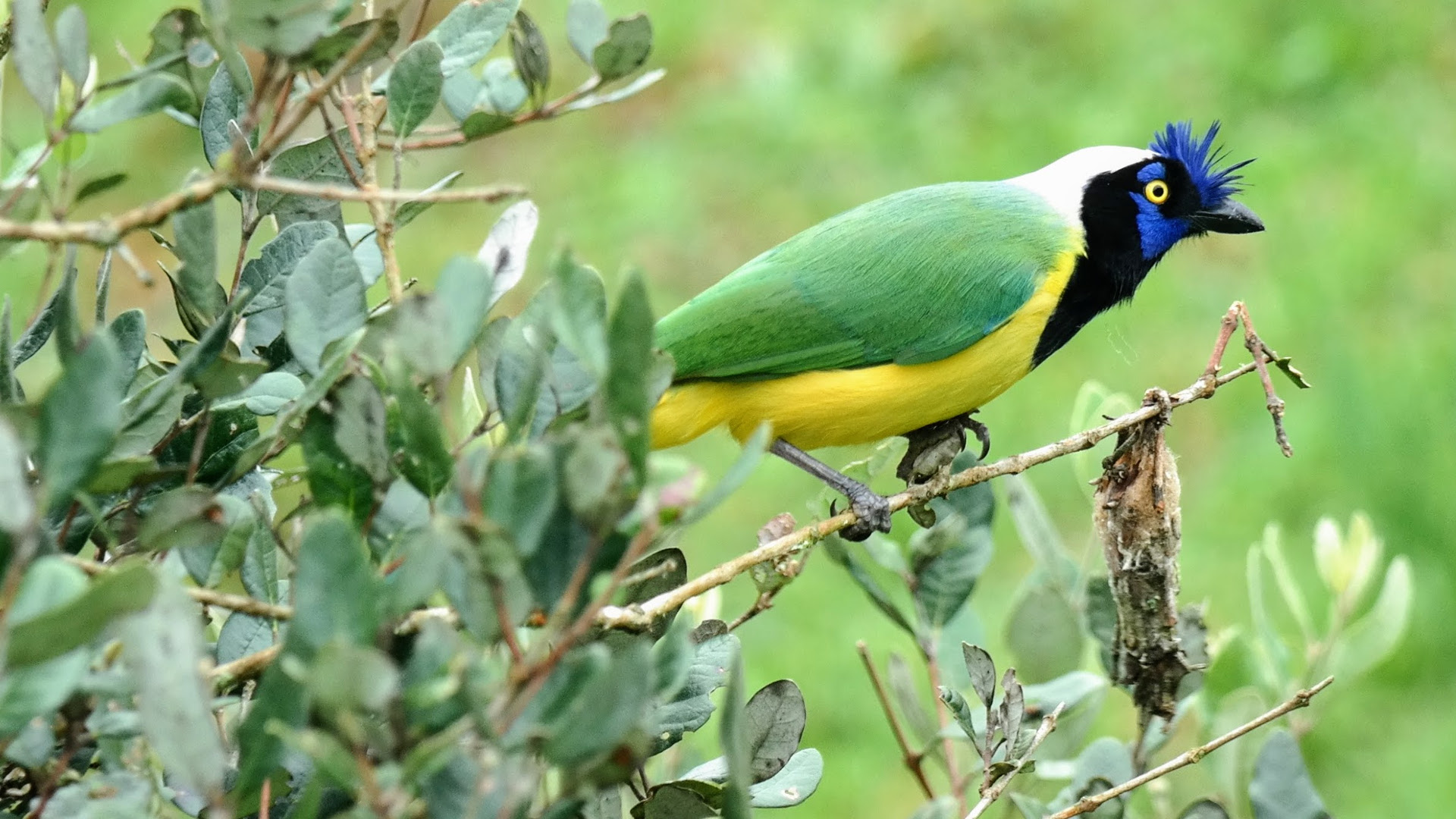
Guarne (Antioquia), Colombia
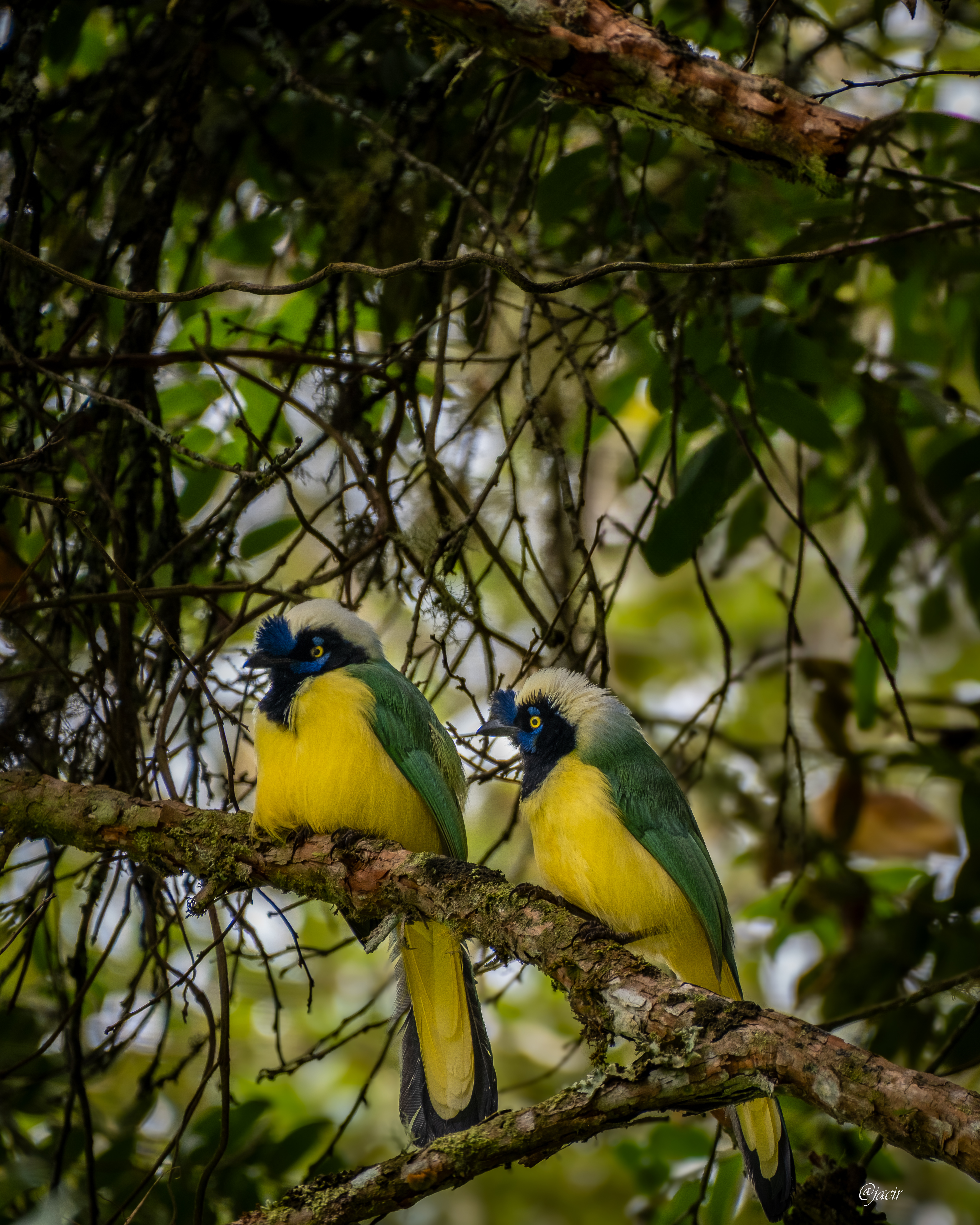
Inca Jay en el Valle del Cocora